# Bethlen Ferenc (író)
Bethlen Ferenc (bethleni gróf) (1800 – Bethlen, 1875. szeptember 3.) író, mecénás.

## Élete
Gróf Bethlen Ferenc és báró Bánffi Zsuzsanna fia volt. Az 1848–49-es forradalom és szabadságharcban Görgey alatt szolgált. Szolgálatába fogadta albisi Bod Pétert (1801–1868), és támogatta külföldi tanulmányútját. Ruzitska József szintén az ő alkalmazásában állt a bethleni cigányzenekar vezetőjeként.

## Művei
- Ha a magyar kertészeti társulat igazgató-választmányának tagja volna, közelebbi gyűlésén a következő beszédet tartaná. Pest, 1863.
- Adatok a kertészet történetéhez című cikke a M. Kertészben (1863.) jelent meg.
- Victor Hugo Borgia Lucretia című szomorújátékát fordította magyarra, melyet 1835. szeptember 19-étől 1837-ig többször előadtak a pesti színpadon;
- Én, vígjáték 1 felvonásban (a nemzeti színházban 1841. június 16-án mutatták be; kéziratban)
- Saturn kórosok, bohózat 3 felvonásban (kéziratban)